# Just Eat Takeaway
Just Eat Takeaway, in Nederland bekend als Thuisbezorgd.nl, is een Nederlands bedrijf dat websites exploiteert voor het bestellen van maaltijden. Het bedrijf is in 2000 opgericht door de toen 21-jarige Enschedese student Jitse Groen. De naam van de eerste website is een van vele, die vallen onder Takeaway.com, dat een aantal soortgelijke websites in andere landen onderhoudt en een bijbehorende portaalsite. Na 2015 is het bedrijf zowel door autonome groei als door overnames (Lieferando.de en Just Eat) sterk gegroeid. Op 24 februari 2025 deed Prosus een bod op alle aandelen Just Eat Takeaway.

## Activiteiten
Just Eat Takeaway (JET) levert maaltijden van restaurants af bij klanten. In 2022 was de totale waarde van de afgeleverde maaltijden € 26,4 miljard. JET krijgt hiervoor een vergoeding van ongeveer 13-14% van de afgeleverde waarde. De waarde per levering lag gemiddeld iets onder de € 30. 
Het bedrijf was in 2021 actief in 23 landen. De belangrijkste markten zijn de Verenigde Staten, het Verenigd Koninkrijk, Duitsland, Canada en Nederland. In datzelfde jaar werken er 20.235 fte bij het bedrijf. In totaal werden 1,1 miljard maaltijden afgeleverd namens 634.000 restaurants.
In 2019 steeg het aantal leveringen sterk door de overname per 1 april van het Duitse Delivery Hero en Foodora. De kosten voor de integratie en de overname van JustEat drukten het resultaat in de min en Takeaway sloot het jaar af met een verlies van € 116 miljoen. In 2020 is de grote sprong in omzet en leveringen vooral het gevolg van de overname en consolidatie van Just Eat. Op 15 juni 2021 werd de overname van het Amerikaanse bedrijf Grubhub afgerond.

### Resultaten
In 2022 leed JET een extreem groot verlies van bijna € 6 miljard. De belangrijkste bijdrage werd geleverd door een forse afboeking van € 4,6 miljard op goodwill, met name die van Grubhub. Verder werd op de verkoop van het belang in iFood een verlies geleden van € 275 miljoen. Exclusief deze bijzondere posten kwam het verlies van JET uit op € 792 miljoen in 2022 na een verlies van € 990 miljoen in 2021.
In 2023 toonden de resultaten een forse verbetering. Er werden kostenbesparingen doorgevoerd, in het Verenigd Koninkrijk gingen zo'n 1700 banen verloren. Verder betaalden restaurants die gebruikmaken van het platform in Noord-Europa hogere vergoedingen over de bestellingen die ze via de sites van JET binnenhaalden. Daarnaast betaalden ze meer voor de reclame op het platform.
In 2024 viel het besluit Grubhub te verkopen, JET is hierin geslaagd maar de verkoop vond effectief plaats in januari 2025. In de cijfers hieronder is Grubhub niet meer geconsolideerd in 2024. Grubhub behaalde in dit jaar omzet van € 2,0 miljard en leverde bijna 300 miljoen bestellingen af.
| Jaar | Netto- omzet | Netto- resultaat | Aantal leveringen | Werknemers (in fte) | Aantal uitstaande aandelen (×miljoen) |
| Jaar | (× miljoen)  | (× miljoen)      | (× miljoen)       | Werknemers (in fte) | Aantal uitstaande aandelen (×miljoen) |
| ---- | ------------ | ---------------- | ----------------- | ------------------- | ------------------------------------- |
| 2015 | € 77         | € −20            | 33,7              | 400                 | 35,5                                  |
| 2016 | € 112        | € −31            | 49,3              | 720                 | 36,7                                  |
| 2017 | € 163        | € −42            | 68                | 1171                | 43,2                                  |
| 2018 | € 232        | € −14            | 94                | 2672                | 43,2                                  |
| 2019 | € 416        | € −116           | 159               | 5423                | 58,0                                  |
| 2020 | € 2042       | € −151           | 588               | 8955                | 140,4                                 |
| 2021 | € 4495       | € −1044          | 1086              | 20.235              | 183,8                                 |
| 2022 | € 5561       | € −5667          | 984               | 23.668              | 213,7                                 |
| 2023 | € 5167       | € −1846          | 891               | 13.506              | 212,5                                 |
| 2024 | € 3564       | € −1645          | ≈588              | 10.500              | 209,0                                 |

### Overzicht lokale merken
| Land                | Bedrijf           | Was                                             |
| ------------------- | ----------------- | ----------------------------------------------- |
| Nederland           | Thuisbezorgd.nl   |                                                 |
| Australië           | Menulog.com.au    |                                                 |
| België              | Takeaway.com/be   | Pizza.be, Just Eat.be                           |
| Bulgarije           | Takeaway.com/bg   | bgmenu.com                                      |
| Canada              | Skipthedishes.com |                                                 |
| Denemarken          | just-eat.dk       |                                                 |
| Duitsland           | Lieferando.de     | lieferservice.de, Lieferheld, Pizza.de, Foodora |
| Frankrijk           | Just-eat.fr       |                                                 |
| Ierland             | Justeat.ie        |                                                 |
| Israël              | 10bis.co.il       |                                                 |
| Italië              | Justeat.it        |                                                 |
| Luxemburg           | takeaway.com/lu   |                                                 |
| Nieuw-Zeeland       | Menulog.com.au    |                                                 |
| Noorwegen           | Just-eat.no       |                                                 |
| Oostenrijk          | Lieferservice.at  |                                                 |
| Polen               | Pyszne.pl         |                                                 |
| Portugal            | Takeaway.com/pt   | pizza.pt                                        |
| Roemenië            | Takeaway.com/ro   | oliviera.ro                                     |
| Slowakije           | Bistro.sk         |                                                 |
| Spanje              | Just-eat.es       |                                                 |
| Verenigd Koninkrijk | Just-eat.co.uk    |                                                 |
| Zwitserland         | Just-eat.ch       | lieferservice.ch                                |

## Geschiedenis

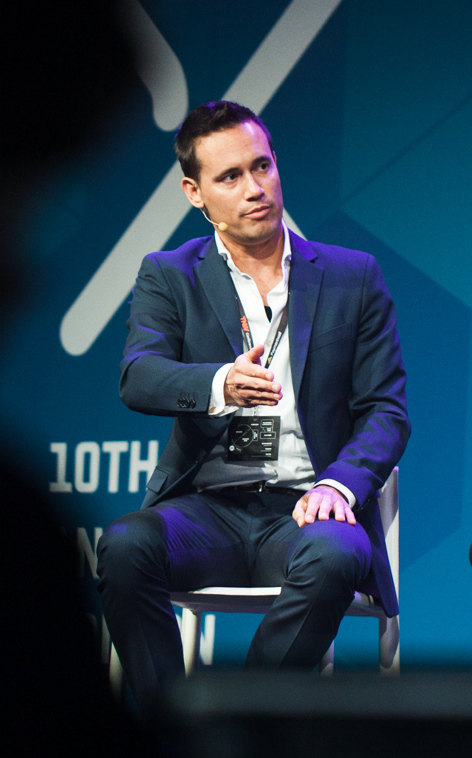
Jitse Groen, 2015

Groen kwam in 1999 op het idee om een website te ontwikkelen met een aanbod van bezorgrestaurants waar ook besteld kon worden. Een domeinnaam werd geregistreerd en op 1 januari 2000 startte het internetportaal Thuisbezorgd. Vijf jaar later werd de in 1998 opgerichte concurrent Pizza Web opgekocht, met PizzaOnline een van de eerste pizzabestelsites in Nederland. In 2007 begon de expansie in Duitsland, Oostenrijk en België; daarna volgden Denemarken, het Verenigd Koninkrijk en Frankrijk. In 2009 werd het Nederlandse PizzaOnline/Emeal overgenomen. Later dat jaar kocht Thuisbezorgd de domeinnaam Takeaway.com om internationaal onder eenzelfde naam verder te gaan.
In 2014 werd de Duitse concurrent Lieferando overgenomen. Het bedrijf werd samengevoegd met Lieferservice, een merk dat al in handen was van Takeaway. De overnamesom is niet bekendgemaakt. Vanwege de overname ging het bedrijf een financiële samenwerking aan met de Amsterdamse durfkapitalist Prime Ventures.
Het hoofdkantoor van Takeaway.com is begin 2016 verhuisd van Utrecht naar het Amsterdamse Oosterdokseiland.
In 2016 nam Takeaway de Benelux-activiteiten van concurrent Just Eat over voor € 22,5 miljoen. Deze overname werd gefinancierd met een bankkrediet. Twee weken later werd bekend dat Takeaway zijn Britse activiteiten verkocht heeft aan Just Eat.
In december 2018 nam Takeaway de Duitse activiteiten, Lieferheld, Pizza.de en Foodora, over van concurrent Delivery Hero voor € 930 miljoen. Takeaway betaalde € 508 miljoen in contanten. De resterende € 422 miljoen is betaald met 9,5 miljoen aandelen Takeaway. Daarmee krijgen de huidige eigenaars van Delivery Hero een belang van circa 18% in Takeaway. Met de overname is een einde gekomen aan een jarenlange strijd om de Duitse markt. Op 1 april 2019 werd de overname afgerond. De koers van het aandeel was gestegen van € 44,40 op het moment van het tekenen van het koopcontract naar € 68,70 per 1 april 2019, waarmee de totale overnamesom is opgelopen tot € 1,2 miljard.
Op 29 juli 2019 werd bekendgemaakt dat TakeAway.com en het Britse Just Eat een fusie aan willen gaan. Takeaway bood 0,09744 eigen aandelen in ruil voor elk aandeel van Just Eat en de Britse sectorgenoot had daarmee een waarde van zo’n € 5,6 miljard. De nieuwe combinatie is voor 52,2% in handen gekomen van de aandeelhouders van Just Eat en de resterende 47,8% was voor de Takeaway-aandeelhouders. Jitse Groen gaat de combinatie leiden. Het eveneens beursgenoteerde Just Eat was groter en winstgevender dan Takeway. In het boekjaar 2018 leverde Just Eat 220 miljoen maaltijden af, het behaalde hiermee een omzet van £ 780 miljoen en een nettowinst van £ 80 miljoen. In januari 2020 hebben de aandeelhouders van beide bedrijven, na een maandenlange strijd, ingestemd met de deal. Het fusiebedrijf is actief in 24 landen, een van de grootste maaltijdbezorgers ter wereld met een totale omzet van € 1,2 miljard op basis van de resultaten 2018. Op 31 januari 2020 werd de overname een feit en de naam gewijzigd in Just Eat Takeaway (JET).
In juni 2020 kondigde JET aan om het Amerikaans Grubhub over te nemen voor € 6,4 miljard. Op 27 maart 2021 werden de Nederlandse cijfers, die in de VS nodig zijn om een voet op Amerikaanse bodem te kunnen krijgen, door de SEC goedgekeurd. Om GrubHub over te kunnen nemen heeft JET geen beschermingsmiddelen meer om zelf door een concurrent overgenomen te kunnen worden. Op 15 juni 2021 werd de overname afgerond.
In augustus 2021 besloot het bestuur van de stad New York een limiet in te stellen voor de kosten die bezorgers in rekening mogen brengen. Deze limiet van 20% ligt lager dan de huidige tarieven en als een gevolg daalden de aandelenkoersen van de bezorgbedrijven, waaronder JET. Grubhub is zeer actief in de stad en realiseert hier een belangrijk deel van de omzet. Zonder de limiet zou Grubhub in het eerste halfjaar van 2021 een EBITDA van zo'n € 63 miljoen hebben behaald, maar door de limiet kwam hier een verlies uit van € 25 miljoen. Mede hierdoor kreeg de overname veel kritiek van beleggers en in april 2022 maakte het bestuur bekend te zoeken naar een strategische partner voor, of de gedeeltelijke of zelfs volledige verkoop van Grubhub. In november 2024 is een koper voor Grubhub gevonden. Amerikaans bezorgplatform Wonder is bereid US$ 650 miljoen te betalen, dat is minder dan 10% die JET betaalde om Grubhub in 2020 te kopen. Begin januari 2025 werd de transactie afgerond.
Op 19 augustus 2022 werd overeenstemming bereikt met Prosus over de verkoop van zijn belang van 33% in iFood voor een bedrag van maximaal € 1,8 miljard. JET ontvangt minimaal € 1,5 miljard en daar kan € 300 miljoen bovenop komen als de prestaties van iFood in de komende 12 maanden goed blijven. Dit laatste bedrag is bij verre na niet gehaald, in november 2023 werd bekend dat de nabetaling zes miljoen euro was. iFood is gevestigd in Brazilië en is actief in Zuid-Amerika. Na de overname van het aandelenpakket is Movile, een dochteronderneming van Prosus, de enige aandeelhouder in iFood.
Op 24 februari 2025 deed Prosus een bod op JET. Prosus biedt € 4,1 miljard of € 20,30 per aandeel. De raad van bestuur en de raad van commissarissen van JET staan achter het bod.

## Beursgang
Op 30 september 2016 ging Takeaway naar de beurs. Met de beursgang werd in eerste instantie € 328 miljoen opgehaald. Elf dagen later werd bekend dat via het uitoefenen van de overtoewijzingsoptie 2,1 miljoen extra aandelen werden geëmitteerd waardoor de beursopbrengst is opgelopen tot € 378 miljoen.
Sinds 19 maart 2017 maakt het aandeel onderdeel uit van de AMX-index. Op 24 juni 2019 verhuisde het aandeel naar de AEX-index. Dit was van korte duur, op 23 december 2019 verhuisde het bedrijf al weer terug naar de AMX-index. Van 23 maart 2020 tot 19 december 2022 was het aandeel opgenomen in de AEX en vervolgens weer in de AMX-index.
Aalberts · Air France-KLM · Alfen · Allfunds · AMG · Aperam · ARCADIS ·  Basic-Fit · Corbion · CTP · Eurocommercial Properties · Fagron · Flow Traders · Fugro · Galapagos · InPost · JDE Peet's · Just Eat Takeaway · OCI · SBM Offshore · Signify · TKH Group · Van Lanschot Kempen · Vopak · WDP